# Verso l'ora zero (film)
Verso l'ora zero è un film per la televisione trasmesso nel 1980 tratto dal romanzo giallo omonimo di Agatha Christie.

## Trama
Settembre 1935, un gruppo di persone si riunisce a casa di Lady Camilla Tressilian, tra questi Neville Strange, suo nipote e futuro erede della fortuna di famiglia, che si presenta con la seconda moglie Kay ben sapendo di trovare la prima moglie Audrey, considerata ancora come sola moglie legittima da Camilla. Quando questa viene trovata assassinata, tutti i sospetti si dirigono verso Neville.